# Колонијал Пајн Хилс (Јужна Дакота)
Колонијал Пајн Хилс (енгл. Colonial Pine Hills) насељено је место без административног статуса у америчкој савезној држави Јужна Дакота.

## Демографија
По попису из 2010. године број становника је 2.493, што је 68 (-2,7%) становника мање него 2000. године.
| Група             | 2000.         | 2010.         |
| Белци             | 2.442 (95,4%) | 2.367 (94,9%) |
| Афроамериканци    | 8 (0,3%)      | 0 (0,0%)      |
| Азијати           | 23 (0,9%)     | 20 (0,8%)     |
| Хиспаноамериканци | 29 (1,1%)     | 52 (2,1%)     |
| Укупно            | 2.561         | 2.493         |